# Дрізд-короткодзьоб строкатогрудий
Дрізд-короткодзьоб строкатогрудий(Catharus dryas) — вид горобцеподібних птахів родини дроздових (Turdidae). Поширений у Центральній Америці.

## Поширення
Трапляється від Південної Мексики до Гондурасу. Його природним місцем існування є субтропічні або тропічні вологі гірські ліси та внутрішні водно-болотні угіддя на висоті від 175 до 1800 м.

## Підвиди
Відомо три підвиди:
- C. d. harrisoni Phillips, AR & Rook, 1965: Оахака (південний захід Мексики)
- C. d. ovandensis Brodkorb, 1938: Чіапас (південний захід Мексики)
- C. d. dryas  (Gould, 1855): трапляється у Західній Гватемалі, Сальвадорі та Гондурасі.